# Arsenał

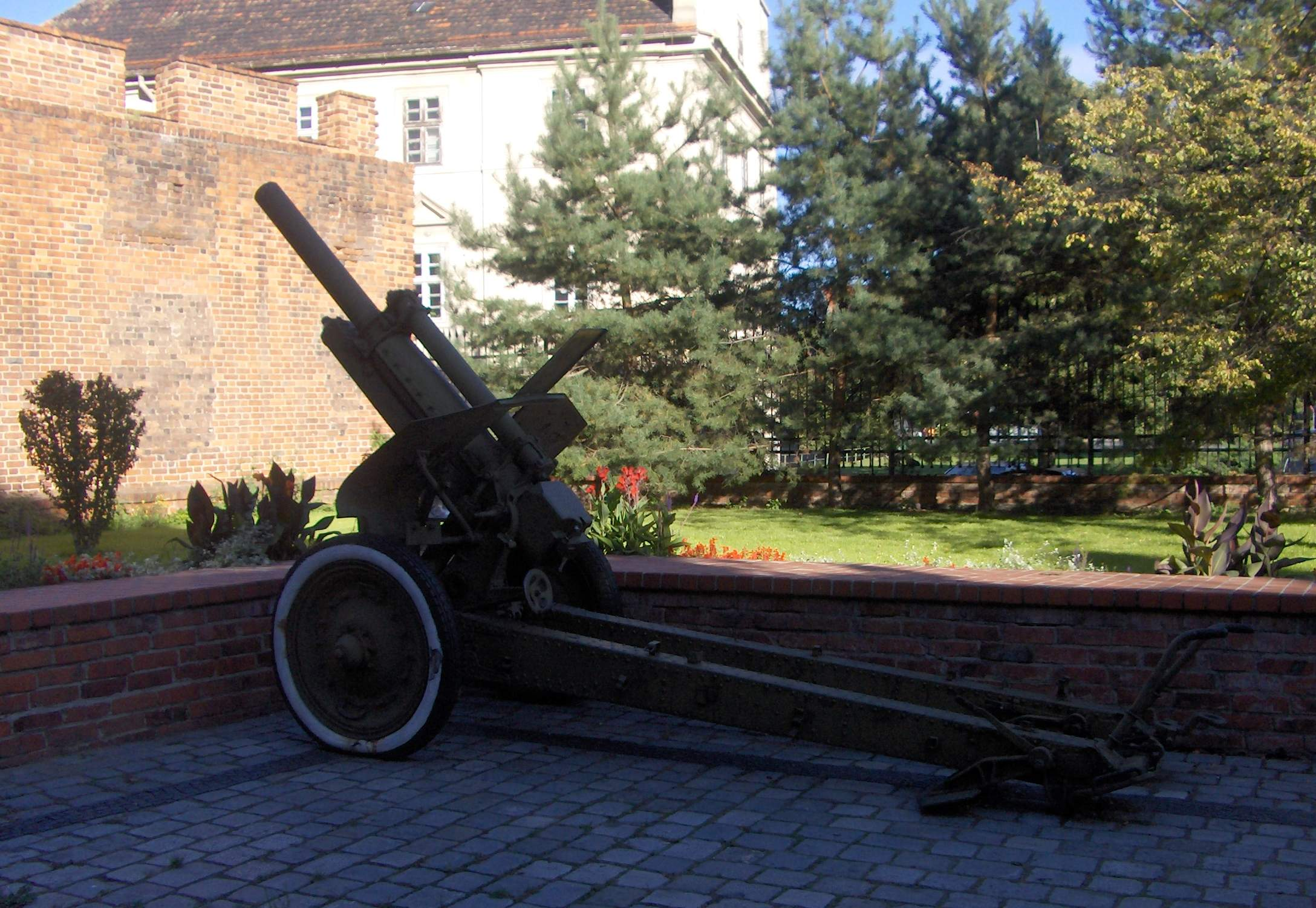
Jeden z eksponatów na placu przed Arsenałem we Wrocławiu

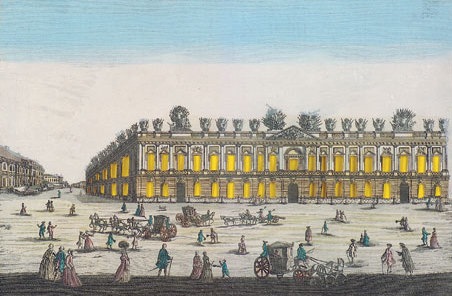
Arsenał w Berlinie, 1780

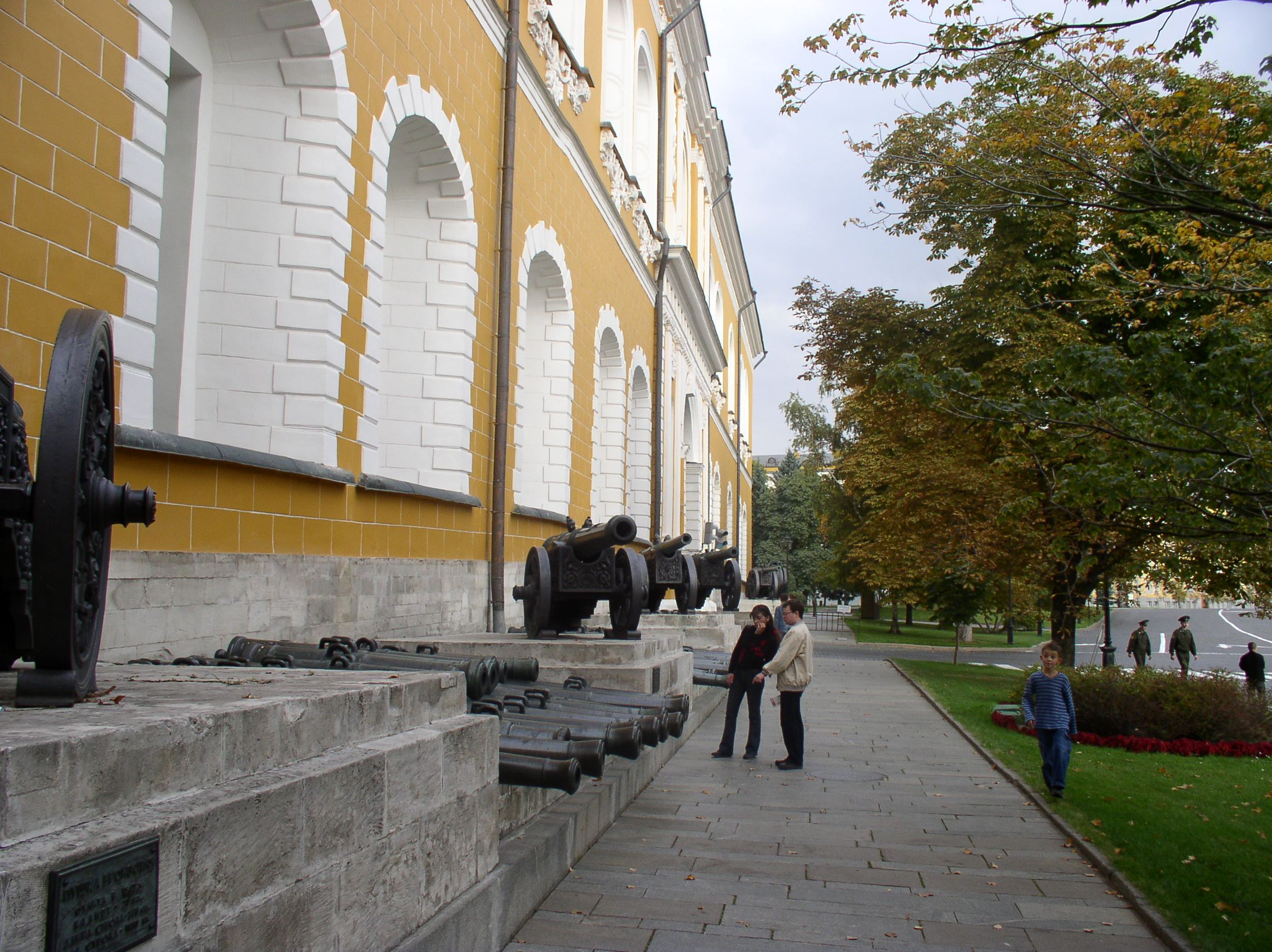
Arsenał w Moskwie

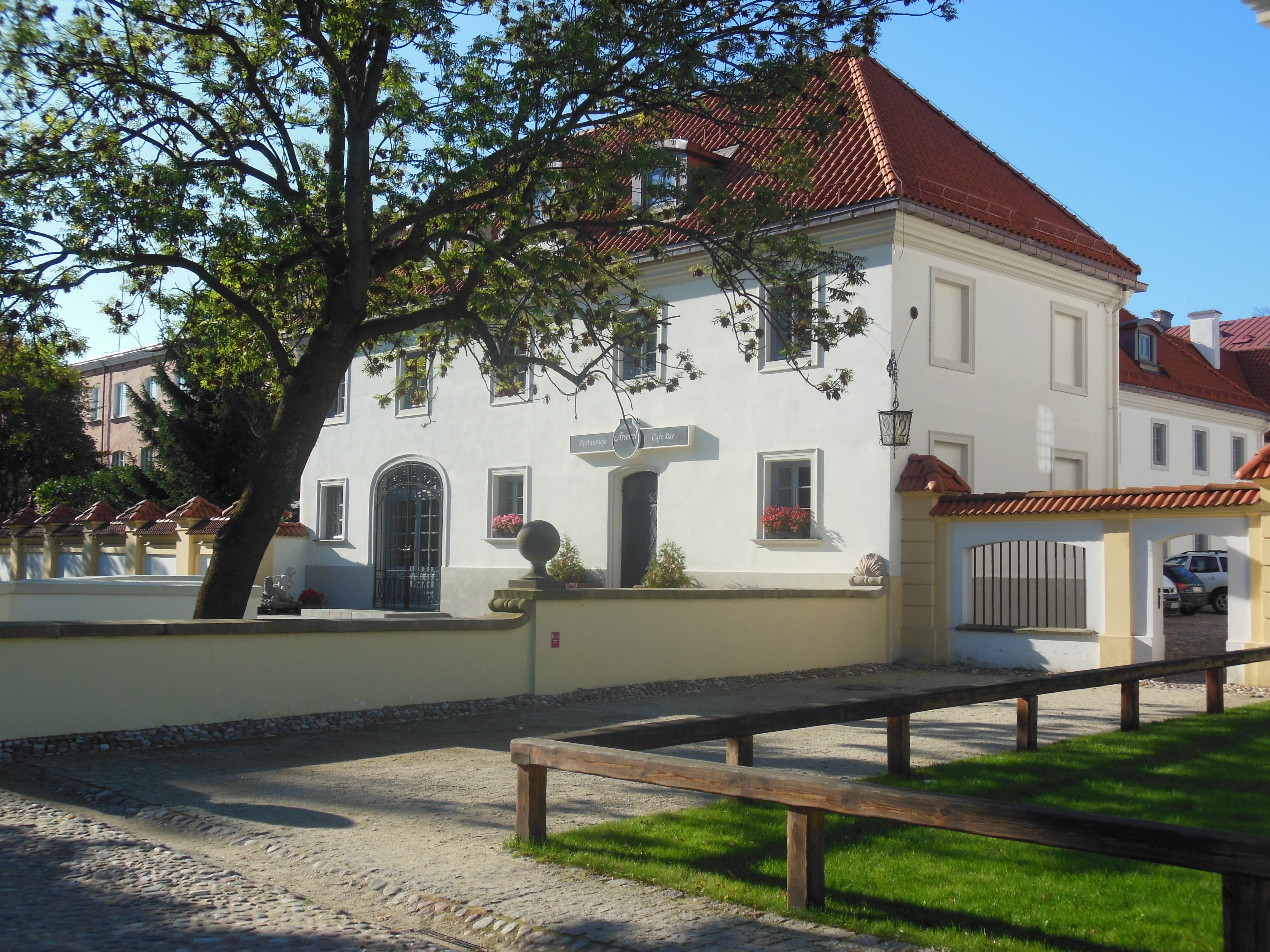
Dawny arsenał w Białymstoku

Arsenał (wł. arsenale, fr. arsenal) – budynek lub zespół budynków o cechach obronnych, w którym przechowywano broń oraz sprzęt wojenny (zbrojownia). Arsenały posiadały także warsztaty, w których naprawiano i wytwarzano broń ręczną oraz odlewano działa (w ludwisarni).
Termin pochodzi od arabskiego دار الصناعة (dār-aṣ-ṣināʕa) – dom wytwórczości/produkcji. 
Pierwszym polskim arsenałem był wzniesiony w 1533 arsenał krakowski. W Polsce nazwa arsenał przyjęła się w XVIII wieku. Wcześniej używano nazwy cekhauz (od niem. das Zeughaus – zbrojownia). Istniały arsenały prywatne, magnackie oraz koronne. Dowódcą arsenału byli tzw. cejgwarci.
Pojęcie arsenału ewoluowało z czasem, stopniowo przejmując znaczenie ogółu broni znajdującego się w dyspozycji państwa.
Jednymi z najbardziej znanych polskich arsenałów są:
- Arsenał Królewski w Warszawie,
- Wielka Zbrojownia w Gdańsku,
- Mała Zbrojownia w Gdańsku,
- Arsenał Królewski w Krakowie,
- Arsenał Miejski we Lwowie,
- Arsenał Królewski we Lwowie,
- Stary Arsenał w Wilnie,
- Nowy Arsenał w Wilnie,
- Arsenał Miejski we Wrocławiu,
- Arsenał w Stargardzie,
- Arsenał Zamojski,
- Arsenał Królewski na Zamku w Tykocinie,
- Arsenał hetmana Branickiego w Białymstoku.